# Гофайзен, Олег Викторович
Олег Викторович Гофайзен (укр. Олег Вікторович Гофайзен; 29 мая 1937, Одесса — 25 ноября 2020, там же) — советский и украинский учёный в области телевидения и телекоммуникаций, доктор технических наук (1993), профессор (1994), заслуженный деятель науки и техники Украины (1995), академик Академии связи Украины, действительный член Международной академии информатизации. Автор более 300 научных публикаций и национальных стандартов в области аудиовизуальных систем, один из ведущих специалистов в стандартизации цифрового телевидения, квалиметрии и колориметрии видеосистем..

## Биография

### Основные вехи биографии
Родился 29 мая 1937 года в Одессе в семье врачей. Отец погиб на фронте в 1942 году при выполнении боевого задания. Мать работала врачом-эпидемиологом в эвакуации в Казахстане, где участвовала в  борьбе с эпидемией брюшного тифа. После освобождения Одессы семья вернулась в город.
Окончил среднюю мужскую школу № 47 в 1954 году. В том же году поступил в Одесский электротехнический институт связи имени А. С. Попова, который окончил с отличием в 1959 году по специальности инженер радиосвязи и радиовещания. Поступил в аспирантуру на кафедру телевидения и начал на этой кафедре свою трудовую деятельность в качестве преподавателя. В 1965 году защитил кандидатскую диссертацию на тему «Некоторые вопросы оценки и коррекции апертурных искажений телевизионной системы в двух измерениях».
С 1962 по 1967 год получил второе высшее образование в Одесском государственном университете имени И. И. Мечникова по специальности «математика».
В 1972 году получил учёное звание доцента. 
В 1993 году защитил докторскую диссертацию на тему «Научные основы оценки качества цветных телевизионных изображений». 
Осенью 1993 года, во вновь созданном Государственном предприятии «Украинском научно-исследовательском институте радио и телевидения» (ГП УНИИРТ), по приглашению директора  Б.В. Одинцова, основал и возглавил отдел телевидения. Позднее стал главным научным сотрудником ГП УНИИРТ.
В 1994 году получил учёное звание профессора, в том же году был избран академиком Академии связи Украины по отделению телевидения и действительным членом Международной академии информатизации.
В период с 1995 г. ноябрь 2020, по поручению Администрации связи Украины, представлял Украину  в Международном союзе электросвязи (МСЭ), в Секторе радиосвязи в направлении телевизионных и мультимедийных служб и технологий в рамках деятельности Исследовательской комиссии 6 «Службы вещания» МСЭ-Р, ее Рабочих групп 6А, 6В, 6С и Групп докладчиков МСЭ-Р.
В период с 1995 г. по 2004 г. был вице-председателем Рабочих групп 11А, 6P, в период с 2004 по 2012 г. был вице-председателем Исследовательской комиссии 6 «Системы речи» МСЭ-Р. В период с 2007 по 2012 г. был вице-председателем Исследовательской комиссии 9 «Широкополосные кабельные сети и телевидения» МСЭ-Т.
В 1998 году приказом Государственного комитета Украины по вопросам технического регулирования и потребительской политики,  на базе ДП «УНИИРТ», был создан Технический комитет стандартизации «Аудиовизуальные системы и службы» ТК 123, где О.В. Гофайзен был избран на должность заместителя председателя ТК 123. Под руководством и при непосредственном участии Олега Викторовича за годы деятельности ТК было переведено и гармонизировано 237 международных стандартов, входящих в область деятельности ТК 123
Под руководством учёного защищены 14 кандидатских диссертаций, ещё 7 — на научных выкладках О. В. Гофайзена.
Гофайзен О. В. был заместителем председателя Технического комитета стандартизации Украины ТК 123 «Аудиовизуальные системы и службы»; членом редакционной коллегии журнала «Научные труды ОНАС им. А. С. Попова», заместителем главного редактора и научным редактором сборника научных работ «Цифровые технологии»; членом специализированного научного совета ОНАЗ по защите диссертаций.
За выдающийся вклад в теорию и практику исследований в области телевидения, как представлено в третьем издании «Ведущие интеллектуалы мира» (10 ноября 2005 г.) А. В. Гофайзен признан «Человеком прогресса»
Олег Викторович Гофайзен скончался 25 ноября 2020 года в Одессе.

### Научная и профессиональная деятельность
Основные направления научной работы О. В. Гофайзена были связаны с развитием теории и технологий телевидения, обработкой и визуализацией изображений, а также стандартизацией аудиовизуальных систем. Он внёс значительный вклад в развитие телевизионной квалиметрии, колориметрии, метрологии, цифровой обработки изображений, методов математического моделирования и субъективной оценки качества телевизионного изображения.
Под его руководством сформировались несколько научных школ в области:
- стандартизации методов колориметрии и квалиметрии видеосистем;
- разработки новых принципов построения систем цифрового телевидения;
- математического моделирования характеристик зрительного восприятия видеоинформации;
- организации аудиовизуальных и мультимедийных систем и служб.

Он является автором более 360 научных публикаций, включая монографии, учебные пособия, статьи. Является соавтором более 220 национальных стандартов Украины и обладателем 109 авторских свидетельств и патентов на изобретения. А также при его руководстве и непосредственном участии от имени Украины в международные организации по стандартизации, включая МСЭ и ETSI, было внесено более 250 предложений по корректировке и усовершенствованию международных стандартов в области аудиовизуальных систем и служб.

### Деятельность в области стандартизации
Олег Викторович Гофайзен внес существенный вклад в разработку стандартов для телевидения и смежных технологий как на национальном, так и на международном уровне. Он руководил разработкой более 200 государственных стандартов Украины (ДСТУ), включая ДСТУ 3787-98 «Телевидение вещательное. Качество телевизионного изображения. Методы субъективного оценивания» и ДСТУ 3807-98 «Телевидение. Термины и определения». Он также участвовал в разработке ДСТУ 4197:2003 по электромагнитной совместимости оборудования, ДСТУ Б А.2.4-40:2009, касающегося условных графических обозначений на схемах и планах в телекоммуникациях, ДСТУ 4213-2003 по цифровому звуковому сопровождению аналогового телевидения, а также стандартов по телевидению сверхвысокой четкости и кодированию MPEG-2 О. В. Гофайзен был заместителем председателя Технического комитета стандартизации Украины ТК 123 «Аудиовизуальные системы и службы», членом редакционной коллегии научных изданий.

### Награды и признание
Награды:
- Почетное звание «Заслуженный деятель науки и техники Украины» присвоено Указом президента Украины Л. Д. Кучмы № 565 от 16 ноября 1995 г. За весомый личный вклад в обеспечение потребителей средствами и услугами связи и высокий профессионализм
- «Почетный знак Министерства связи Украины» награжден на основании приказа Министерства связи Украины № 24/К-У от 28.05.97
- «Почетный знак НКРС» награжден в соответствии с Решением Национальной комиссии по вопросам регулирования связи Украины № 132 от 11 мая 2007 г.
- Нагрудный знак Национального совета Украины по телевидению и радиовещанию «За развитие телерадиоинформационного пространства Украины» удостоверение от 22.05.2007
- Нагрудный знак «Почетный связист» № 1350, Указ Министра транспорта и связи Украины № 27350 от 12 апреля 2007 г.
- Лауреат отличия «За внедрение цифрового вещания в Украине» за 2009 г. (Учредители награды: Журнал «Телерадиокурьер», Независимая Ассоциация телерадиовещателей (НАМ), Ассоциация «Телекоммуникационная палата Украины»)
- Грамота Международного Союза Электросвязи за постоянные значительные вклады в поддержку деятельности Сектора радиосвязи ITU, Женева, 30 октября 2015 (150 лет ITU, 1865—2015 годы).
- Сертификат ETSI, подтверждающий, что Олег Гофайзен принимал участие в Copernicus/Step семинаре, организованном институтом Европейских телекоммуникационных стандартов 5-7 июля 1995 года по процессу разработки стандартов ETSI и доступа к информации ETSI.